# Cristatosybra jeanvoinei
Cristatosybra jeanvoinei là một loài bọ cánh cứng trong họ Cerambycidae.